# Vlag van Dokkum

Vlag van de gemeente Dokkum (1948-1984)

Vlag van de gemeente Dokkum (1938-1948)

De vlag van Dokkum is op 29 januari 1948 bij raadsbesluit bevestigd als de gemeentelijke vlag van de Friese gemeente Dokkum. De vlag wordt als volgt beschreven:
Vier evenhoge banen van blauw, wit, rood en geel.
De vlag heeft behalve de kleuren van het gemeentewapen ook de kleur rood. Dit is in Nederland ongebruikelijk, maar de vlag was als zodanig reeds in 1708 door Hesman in zijn vlaggenboek vermeld. Omdat Hesman een Dokkumer was wordt deze vermelding betrouwbaar geacht.
Per 1 januari 1984 is de gemeente Dokkum opgegaan in de nieuwe gemeente Dongeradeel. De gemeentevlag van Dokkum is hierdoor komen te vervallen.
Sinds 1 januari 2019 valt Dokkum onder de nieuw opgerichte gemeente Noardeast-Fryslân.

## Eerdere vlag
Op 25 augustus 1938 werd bij raadsbesluit een eerdere vlag vastgesteld. de kleurvolgorde was geel-blauw-wit.

## Verwante afbeelding

Het wapen van Dokkum

Aengwirden 
· Baarderadeel 
· Barradeel 
· het Bildt 
· Bolsward 
· Boornsterhem 
· Dokkum 
· Dongeradeel 
· Doniawerstal 
· Ferwerderadeel 
· Franeker 
· Franekeradeel 
· Gaasterland 
· Gaasterland-Sloten 
· Haskerland 
· Hemelumer Oldeferd 
· Hennaarderadeel 
· Hindeloopen 
· Idaarderadeel 
· IJlst 
· Kollumerland en Nieuwkruisland 
· Leeuwarderadeel 
· Lemsterland 
· Littenseradeel 
· Menaldumadeel 
· Nijefurd 
· Oostdongeradeel 
· Rauwerderhem 
· Schoterland 
· Skarsterlân 
· Sloten 
· Sneek 
· Stavoren 
· Terschelling en Vlieland 
· Utingeradeel 
· Westdongeradeel 
· Wonseradeel 
· Workum 
· Wymbritseradeel